# Quefeleamadu Traoré
Quefeleamadu (em francês: Kéféléamadou; m. 1898) ou Cafeleamadu Traoré (em francês: Káféléamadou Traoré) foi um nobre e general senufô do Reino de Quenedugu ativo no reinado dos famas Tiebá (r. 1866–1893) e Babemba (r. 1893–1898).

## Vida
Quefeleamadu era filho de Daulá Traoré (r. 1845–1860). Em 1898, após sufocar a revolta em Tieré, ele e Queletigui marcharam para Gorosso de onde seguiram viagem em direção a Sanssoni, Tionsso, Songuela, Fonfana e Duguolo. Durante o cerco francês de Sicasso, Quefeleamadu foi colocado com 1 000 homens a oeste das muralhas. Com a tomada da cidade, ele se enforcou.